# Leopold Alexander von Wartensleben (1745-1822)
Pour les articles homonymes, voir Leopold Alexander von Wartensleben.
Leopold Alexander, comte von Wartensleben (29 octobre 1745, Berlin - 24 octobre 1822, Breslau) est un général prussien.

## Biographie
Il est le fils du général Leopold Alexander von Wartensleben (1710-1775) et le petit-fils d'Alexander Hermann von Wartensleben et de Paul Anton von Kameke.
Wartensleben est engagé le 17 novembre 1758 comme caporal dans le 19e régiment d'infanterie margrave Charles de l'armée prussienne. En tant qu'enseigne et aide de camp de Charles-Frédéric-Albert de Brandebourg-Schwedt, il participe en 1761/62 aux derniers combats de la Guerre de Sept Ans. Il est promu le 25 novembre 1762, par brevet du 22 février 1762, au rang de lieutenant-second dans le 1er bataillon de la Garde et fait partie, après la guerre, du cercle d'amis du futur roi Frédéric-Guillaume II. Le 1er octobre 1764, il est fait chevalier de l'Ordre de Saint-Jean. Le roi Frédéric II n'est cependant pas satisfait de l'évolution du comte et l'envoie le 3 août 1769 en Prusse comme premier-lieutenant dans son ancien régiment. Le 3 avril 1773, il le nomme capitaine et commandant de compagnie dans le 51e régiment d'infanterie "von Krockow (de)" nouvellement créé à Marienbourg. Avec ce régiment, Wartensleben participe à la guerre de Succession de Bavière et est promu major le 1er décembre 1779. 

## Famille
Wartensleben épouse Karoline Luise Dorothea von der Recke (né le 8 août 1753 à Preußisch Holland et mort le 3 avril 1825 à Breslau) le 29 octobre 1771 à Dantzig. Elle est la fille du lieutenant-colonel Jakob von der Recke (1721-1758) et de Louise Gottliebe von Kalnein (né le 17 juillet 1739 et mort le 14 janvier 1806). Le mariage donne naissance aux enfants suivants :
- Karoline Wilhelmine Henriette (né le 8 août 1772 à Königsberg et mort le 19 juillet 1849) mariée avec le colonel Ernst Dietrich von Thadden (né en 1745 mort le 16 septembre 1799).
- Gustav Hermann August (de) (1774-1834), général de division prussien, chanoine de la cathédrale de Brandebourg mariée le :
  - 24 mai 1797 à Potsdam avec Charlotte Wilhelmine Friederike von Pinto (née le 15 juillet 1776 à Potsdam et morte le 26 août 1839 à Wolde). Après le divorce, le 6 décembre 1803, elle épouse le général Eugen Maximilian von Roeder.
  - 24 septembre 1804 à Gotha avec Philippine Wilhelmine Freiin Teutscher von Lisfeld (née en 1771 et morte le 22 janvier 1849 à Strehlen).
- Anna Albertine Cäcilie (née le 13 mai 1777 à Marienburg et morte le 5 mars 1813) mariée avec le comte Karl Alexander Nikolaus von Vitzthum von Eckstedt (de) (né le 3 juillet 1767 et mort le 12 octobre 1834)[1].
- Leopold Ludwig Ferdinand (né le 26 mai 1778 à Marienburg et mort le 15 décembre 1840), colonel prussien à la retraite marié en :
  - 1808 avec von Stöffel († 1824)
  - 1828 avec la comtesse Bacziska veuve du comte Seherr-Thoß
- Konstantin Moritz Gneomar (né le 14 mars 1780 à Marienburg et mort le 23 mai 1851 à Josephstadt), jusqu'en 1803 au service prussien, à partir de 1808 au service autrichien, en dernier lieu chambellan impérial et royal, marié en 1801 (divorcé en 1809) avec Luise von Reichenbach-Goschütz (née le 11 avril 1780 et morte le 17 novembre 1856).
- Isabella Amalie Margarethe Luise (née le 2 octobre 1781)
- Luise Isabella (née le 8 octobre 1782 et morte le 12 décembre 1830).
- César Scipion Alexandre (né le 8 avril 1785 à Marienburg et mort le 29 décembre 1851), lieutenant-colonel prussien et chevalier de l'ordre de Saint-Jean, marié :
  - le 20 juin 1808 avec Friederike von Gfug (de) (née le 3 mars 1789 et morte le 9 février 1831).
  - avec Adolfine Pauline Antonie von Reppert (née le 2 août 1808 et morte le 15 juin 1887).